# Sphärisches Dreieck (Bergheim)
Das Sphärische Dreieck ist ein Kunstwerk, das sich in der Kirchstraße am Erftufer von Bergheim befindet.
Die drei Steine aus Sandstein gehören zu den Kunstwerken in der Bergheimer Innenstadt im Rhein-Erft-Kreis in Nordrhein-Westfalen.

## Beschreibung
Im Jahr 2007 wurde das Projekt „Sphärisches Dreieck“ aus rotem Sandstein begonnen. Die drei 220–600 Millionen Jahre alten Steine stammen aus dem Tagebau Hambach. Der seit vier Jahren in
Bergheim lebende Künstler Jürgen Ackermann, geboren 1946 in Herne, konnte bislang zwei der drei Steine bearbeiten. Das Skulpturenensemble trägt den Titel „Medaille Mensch“ und ist den Themen „Erotik und Gewalt“, „Krieg und Frieden“ und „Macht und Ohnmacht“ gewidmet. Die Vorderansicht der Skulptur zu dem Thema „Erotik und Gewalt“ zeigt ein menschliches Paar in erotischer Umarmung. Auf der Rückseite stößt ein Mensch, dessen figürliche Darstellung des Kopfes an Picassos Werke erinnert, einen Schrei als Reaktion auf die ihm widerfahrende Gewalt aus.
Die Skulptur zu dem Thema „Macht und Ohnmacht“ zeigt die ungreifbare Veränderlichkeit von Macht und Ohnmacht, wobei die Einkettung nach unten intensiver wird. Die Skulptur zu dem Thema
„Krieg und Frieden“ wurde im Frühjahr 2009 fertiggestellt.

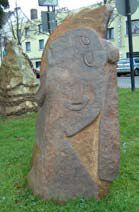
Sphärisches Dreieck „Erotik und Gewalt“
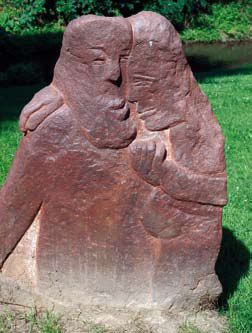
Vorderansicht „Erotik und Gewalt“
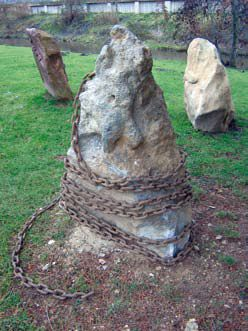
Die Skulptur „Macht und Ohnmacht“